# Novaceta
Novaceta S.p.A. era un'azienda italiana che operava nel settore chimico-tessile, producendo fili continui di acetato, a partire dal triacetato di cellulosa derivante dagli alberi. Ha sede a Magenta.
È un processo altamente complesso e specializzato, realizzabile solo da poche aziende nel mondo: Novaceta è stata leader europeo (60% della quota di mercato europeo nel 2001) e mondiale del settore.
Fino a febbraio 2000 la società ha avuto due stabilimenti produttivi in Inghilterra: inoltre vi erano filiali della società a Lione (Novaceta France), Düsseldorf (Novaceta GmbH), Coventry (Novaceta UK Ltd).

## Storia
Novaceta nasce nel 1951 come joint venture tra SNIA e Courtaulds (poi divenuta Acordis) per la creazione di fibre a base di acetato di cellulosa.
Nel 2003 viene ceduta a GZ Fin, nell'ambito di un processo di razionalizzazione delle attività di SNIA.
Su impulso della nuova proprietà, insieme a Bemberg e Nuova Rayon, dà vita a BembergCell, con l'obiettivo di creare un polo cellulosico italiano d'eccellenza, producendo viscosa a Rieti, acetato a Magenta e cupro a Gozzano. Ma il progetto non è mai stato realizzato completamente e la crisi mondiale del settore ha causato difficoltà che si sono rilevate irrisolvibili, determinando il fallimento di BembergCell e la riduzione del 66% della produzione nello stabilimento di Magenta.
Inoltre una società del Gruppo BembergCell, EnerCell S.p.A. a fine 2005 acquista Novaceta Energia S.r.l., controllata di Novaceta che si occupa della gestione della centrale termoelettrica che fornisce elettricità all'impianto a EnerCell S.p.A. (Gruppo BembergCell).
Successivamente, il sito, insieme ai suoi 400 dipendenti (tra operai e impiegati), viene rilevato nel 2007 da MCM Holding, di Giovanni Lettieri, che presenta un ambizioso piano industriale che prevede l'aumento della produzione e del fatturato, che per quell'anno si attesta a 27 milioni.
Ma il piano non decolla e nel giugno 2008 la produzione viene fermata anche a causa del fallimento di EnerCell cha ha determinato di fatto l'interruzione dell'erogazione di energia elettrica.
Questo evento non ha fatto altro che aumentare i sospetti dei sindacati che temono una speculazione immobiliare sull'area, molto vasta e in posizione centrale a Magenta. Non a caso esistono diversi progetti privati che vogliono la conversione ad uso residenziale della superficie.
Nel frattempo cambia anche l'assetto societario della società, la cui maggioranza delle azioni viene acquisita indirettamente da 2FG Partecipazioni, finanziaria partecipata da Libero Grigis, Marco Fantoni e Ciro Favicchia, tre manager di Novaceta.
La situazione però non cambia, i dipendenti vengono messi in cassa integrazione e da dicembre 2009 hanno istituito un presidio permanente davanti l'azienda per impedirne la chiusura. Ad oggi non vi è alcun progetto concreto per la ripresa delle attività.
Il 27 luglio 2010 Novaceta S.p.A. è stata ammessa alla procedura fallimentare ed è in liquidazione.

## Dopo la chiusura
Dal 2016, presso il Tribunale di Milano è in corso il processo per accertare il reato di bancarotta fraudolenta (una presunta distrazione di 70 milioni di euro, in particolare i 56 milioni derivanti dall'operazione di lease back con Eurinvest) a carico di 22 soggetti, tra manager e membri del collegio sindacale di Novaceta, il cui sito è stato definitivamente chiuso.
Si stima che l'area Novaceta abbia un valore di circa 20 milioni di euro ed un'estensione di 185.000 metri quadri, appartenenti ad UniCredit: la banca sta ultimando i lavori di bonifica, costati 8 milioni di euro.

## Andamento della società
Nel 2000 la società ottiene ricavi per 99.6 milioni, che calano a 95 nel 2001, per giungere a 76.5 nel 2002 (di cui 37 milioni conseguiti grazie all'export), quando detiene ancora una quota di mercato del 37.9% all'interno della UE. Nel 2005 il fatturato cala a 60 milioni di euro, che diventeranno 27 nel 2007. A novembre 2008 i ricavi si attestano a 17.9 milioni, con 25.1 milioni di debiti e 11.6 milioni di perdite.

## Azionariato
Il primo 40% di Novaceta fa capo a Start, i cui azionisti sono 2FG Partecipazioni al 51% ed Eurinvest Finanza Stabile al 49%.
Il secondo 40% è detenuto da ILCI (che è stata anche la società proprietaria degli immobili e dell'area su cui sorge Novaceta, oggi proprietà di UniCredit) che è riconducibile nuovamente a 2FG.
Il restante 20% è posseduto da Giovanni Lettieri, tramite MCM.